# Marcià d'Alexandria
Marcià d'Alexandria o també Marc II d'Alexandria, va ser el vuitè patriarca d'Alexandria, des de l'any 142 al 152.
Va néixer a Alexandria, i quan el patriarca Èumenes va morir es van reunir els bisbes, els sacerdots i els laics de la ciutat i el van escollir per consens a ell per la seva rectitud i la seva capacitat intel·lectual. Va dirigir el patriarcat durant nou anys, dos mesos i vint-i-sis dies, fins que va morir al mes de gener del 152. L'Església Ortodoxa Copta el considera sant.